# Danilo Bonini
Danilo Bonini (Bagnolo in Piano, 9 dicembre 1929) è un ex calciatore italiano, di ruolo ala.

## Carriera
Ha disputato nella stagione 1949-1950 il campionato di Serie A nel Bari, collezionando 21 presenze. Con i pugliesi ha totalizzato inoltre 3 presenze in Serie B.